# Рельєф (скульптура)

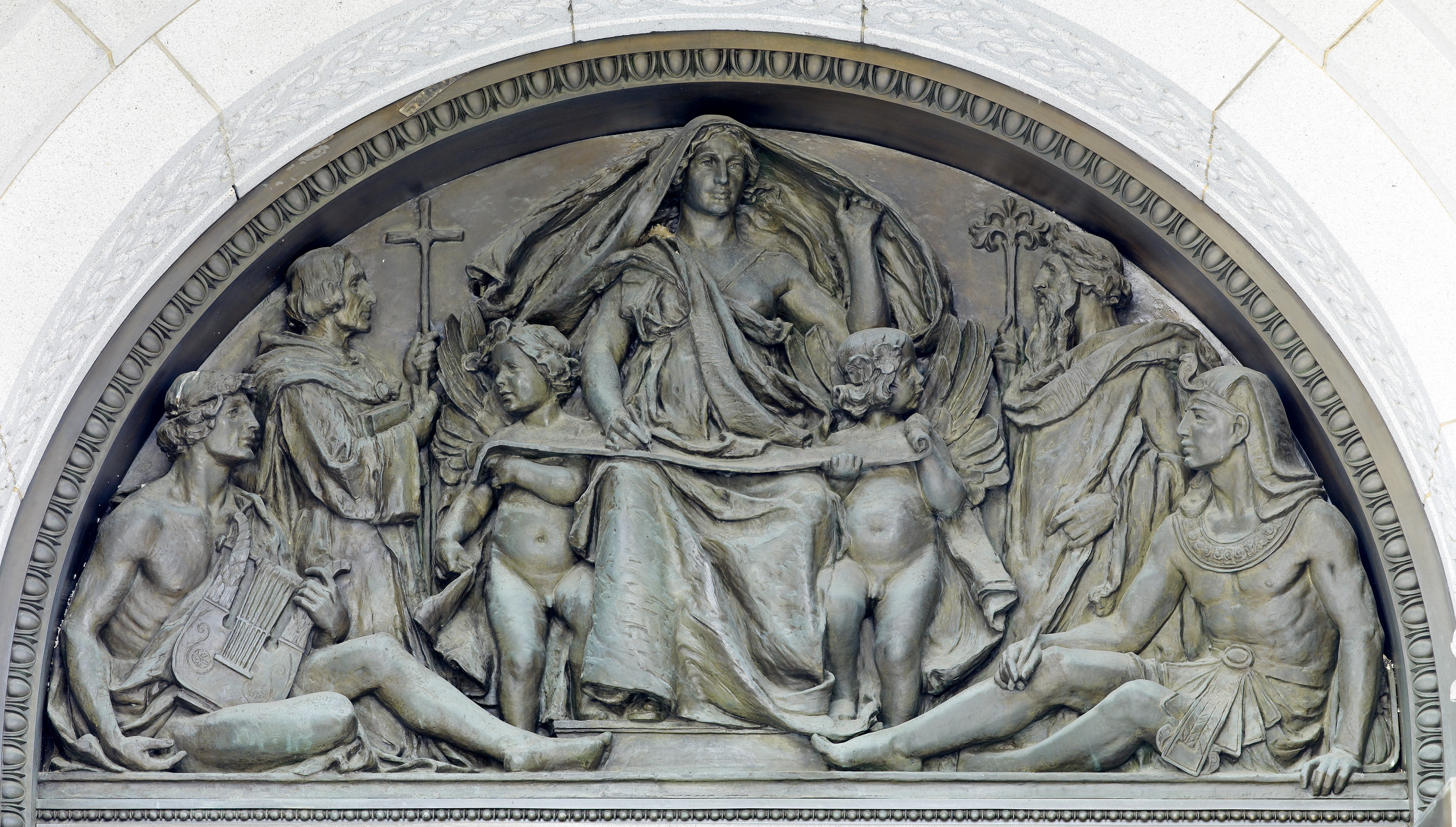
Тимпан із зображенням письменства від античності до пізнього християнства, Томас Джефферсон білдинг (Бібліотека Конгресу США), тимпан на фасаді головного входу, місто Вашингтон, архітектор Олін Ворнер, 1896 рік.

Рельє́ф — один з видів скульптури, об'ємне зображення предметів, що лише частково виступають над площиною. Рельєф є чимось середнім між пласким зображенням в живописі та тривимірним зображенням круглої скульптури. Рельєф був особливо поширений на Стародавньому Сході: Індія, Межиріччя, Камбоджа (Кампучія), Іран, Ассирія. Рельєф поділяється на три різновиди: заглибленний рельєф, барельєф (від фр. bas-relief — низький рельєф) та горельєф (від фр. haut relief — високий рельєф).
Заглибленний рельєф являє собою малюнок врізаний в поверхню, завдяки грі світла та тіні таке зображення створює ілюзію об'ємності, яскравим прикладом такого рельєфу можуть виступати єгипетські зображення нанесені на стіни та колони храмів, а також на побутові предмети. На цих зображеннях робиться акцент на фараонах та їх оточенні завдяки глибшій різьбі та об'ємному моделюванні, в той час як інші об'єкти намальовані поверхнево і здаються пласкими.
В барельєфі зображення виступає не більше ніж на половину свого реального об'єму. Класичними прикладами барельєфу є фриз Парфенона, барельєфи Персеполіса або оздоблення камбоджійського храму Ангкор-Вату.
Відповідно в горельєфі зображення виступає більше ніж на половину свого реального об'єму. Прикладом горельєфу є Пергамський вівтар.